# Razine, Dzerjînsk
Razine (în ucraineană Разіне) este un sat în comuna Romanivka din raionul Dzerjînsk, regiunea Jîtomîr, Ucraina.

## Demografie
Componența lingvistică a localității Razine
     Ucraineană (98,27%)
     Alte limbi (1,72%)
Conform recensământului din 2001, majoritatea populației localității Razine era vorbitoare de ucraineană (98,27%), existând în minoritate și vorbitori de alte limbi.